# Схороните моё сердце у Вундед-Ни
«Схороните моё сердце у Вундед-Ни: История американского Запада, рассказанная индейцами» (англ. Bury My Heart at Wounded Knee: An Indian History of the American West) — книга американского писателя Ди Брауна, подробно рассказывающая об этапах покорения американского Дальнего Запада, а также о столкновении индейских племён с армией США.
Ди Браун, бывший библиотекарь и профессор библиотечного дела в Университете Иллинойса, смог рассказать подлинную индейскую историю в её самый трагический период. Книга Ди Брауна не является научной монографией, она предназначена для широкого круга читателей.
На русском языке впервые опубликована издательством «Прогресс» в 1984 году.
В 2007 году вышел одноимённый фильм, снятый режиссёром Ивом Симоно по мотивам нескольких глав книги Брауна.

## Издания на русском
- Браун, Ди. Схороните моё сердце у Вундед-Ни: История американского Запада, рассказанная индейцами. — Хабаровск : Хабаровское книжное издательство, 1988. — 464 с.